# Wikisource
Wikisource är ett systerprojekt till Wikipedia som startades den 24 november 2003. Det är ett arkiv för tidigare publicerade texter, såsom böcker och historiska dokument, som det är fritt att använda, i allmänhet för att upphovsrättsskyddet upphört. Vid sidan av faksimilversioner tillhandahåller Wikisource bearbetade versioner med korrekturläst och sökbar text, eventuellt med kommentarer, samt bakgrundsinformation, såsom bibliografier.
2010 fanns det egna wikier för 53 olika språk. Dessutom finns det ett flerspråkigt Wikisource, som rymmer flera mindre språk som inte har en egen wiki. Det största delprojektet är det engelskspråkiga med över 140 000 texter.